# Список персонажей фильмов «Кошмар на улице Вязов»
Данная страница представляет собой список персонажей серии фильмов «Кошмар на улице Вязов», проживающих в вымышленном городе Спрингвуде.

## Кошмар на улице Вязов

### Тина Грей
- Исполнительница роли: Аманда Уайсс

Лучшая подруга Нэнси и девушка Рода Лейна, с которым довольно часто ссорилась. Кристина — полное имя девушки — стала первой жертвой Крюгера, среди убитых им во сне жителей улицы Вязов. Она так боялась кошмаров, что боялась оставаться в доме одна, когда её мать уехала со своим гражданским мужем в Лас-Вегас. Она пригласила к себе в гости Нэнси и Глена, а позже к ним присоединяется и Род. Род и Тина проводят ночь вместе, после чего девушка узнаёт, что Роду тоже снились кошмары, что сильно удивляет её. Той же ночью она вновь видит Крюгера в своих снах — он преследует её и убивает на глазах недоумевающего Рода, которому показалось, что в комнате был кто-то ещё, хотя он никого не видел. Диктор в новостях говорит, что Тине было 15 лет на момент смерти.

### Род Лейн
- Исполнитель роли: Хсу Гарсия (под псевдонимом Ник Корри)

Друг Нэнси и Глена, парень Тины. Также боялся человека, увиденного во сне. Был арестован Лейтенантом Томпсоном по подозрению в убийстве Тины Грей. Фредди задушил юношу, а затем повесил его на простыне в тюремной камере.

### Глен Ланц
- Исполнитель роли: Джонни Депп

Лучший друг и парень Нэнси. Видел Фредди во сне. До момента своей гибели так и не поверил в существование Фредди Крюгера и версию Нэнси о гибели их друзей. Был убит одним из самых изощрённых способов Фредди. Ровно в 12 часов ночи — кровать засосала юношу и, словно огромная мясорубка, изрубила его. А затем кровавым фонтаном извергнула его останки, залив комнату кровью.

### Мардж Томпсон
- Исполнитель роли: Рони Блэкли

Одна из тех, кто отомстил Фредди за смерть детей. Поэтому, следует предположить, что у Нэнси был старший брат или сестра. Хранила у себя в подвале перчатку с лезвиями. Имела серьёзные проблемы с алкоголем. Фредди, которого подожгла Нэнси, набросился на спящую Мардж. Сгорела заживо. В конце фильма она провожает дочь в школу. Затем Фредди затаскивает её через небольшое окно во входной двери внутрь дома. Из слов Нэнси в третьей серии следует, что это был всего лишь сон, и победить Фредди ей так и не удалось: она навсегда потеряла свою мать и друзей.

### Дональд Томпсон
- Исполнитель роли: Джон Сэксон (1984, 1987)

Дональд Томпсон родился в 1932 году. Проживает в городе Спрингвуде. Очевидно, был женат на Мардж в конце 1950-х, а в 1964 году у них рождается дочь Ненси. К тому времени Дональд Томпсон уже служит в полиции, а к 1980 он становится лейтенантом. После событий, связанных с убийствами детей с улицы Вязов и смертью Фреда Крюгера, Мардж и Дональд Томпсоны разводятся. Ненси остаётся с матерью.
В конце 1960-х городок потрясает волна убийств детей, проживающих на улице Вязов. Расследование приводит полицию к Фреду Крюгеру, работающему в котельной, куда, как оказалось, он приводил несчастных детей. Лейтенанту Томпсону удаётся схватить Крюгера, но по ряду технических причин властям приходится отпустить его на свободу.
Разъярённые родители убитых малышей решают взять правосудие в свои руки — они выслеживают Крюгера в котельной, обливают это место бензином, а затем поджигают его вместе с Крюгером. В толпе были сам лейтенант Томпсон, Мардж, Элейн Паркер, Ланцы, Лейны и многие другие.
Именно лейтенант Томпсон на правах действующего шерифа Спринвуда расследует таинственное убийство Тины. Главный подозреваемый — её парень Род Лейн — наркоман-музыкант, известный хулиган. Зная, что он захочет связаться со своей единственной подругой, лейтенант начинает слежку за собственной дочерью, и вскоре полиция ловит Рода.
Кажется, дело можно считать закрытым, но странные сны дочери не дают покоя мистеру Томпсону. Более того, Ненси уверена, что Род невиновен. Вернувшись ночью в участок девушка уговаривает отца проверить юношу. Но поздно — Род повесился в камере.
После похорон, бывшая жена Мардж Томпсон отвозит Ненси в клинику, специализирующуюся на расстройствах сна. Там происходят загадочные вещи — в руках у Ненси оказывается шляпа Крюгера. На ней даже есть его имя.
Между тем, в доме Ланцов напротив происходит новое кровавое и шокирующее по своей жестокости убийство — возлюбленного Ненси, Глена Ланца практически растерзали в собственной кровати — кровавые ошмётки и органы разбросаны по всей комнате.
Ненси звонит отцу и признаётся, что знает, кто убийца. Девушка называет имя Крюгера. Мистер Томпсон скептически просит дочь пойти и поспать, набраться сил. Девушка соглашается, поставив лишь одно условие — он должен прийти ей на помощь сегодня, если она попросит.
Ненси разрабатывает хитроумный план по ликвидации Крюгера, однако он выходит из-под контроля, когда мистер Томпсон задерживается — оказавшись в своём бывшем доме он находит огненные следы, ведущие в спальню Мардж. На кровати он видит таинственную горящую фигуру, душащую его бывшую жену. Желая потушить огонь, он перекрывает кислород, набросив одеяло на этих двоих, а подняв его вместе с Ненси видит лишь обгоревшее тело Мардж, которое постепенно растаивает в недрах кровати.
Как оказалось, именно лейтенант отправил дочь на лечение в клинику. Возможно, именно поэтому их отношения совсем разладились, но после давних событий, в результате которых погибла его бывшая жена, мистер Томпсон и Ненси практически не общались. А может, Ненси просто не смогла простить отцу того, что он не верил ей.
Как бы то ни было, жизнь лейтенанта совсем пошла наперекосяк. Все вечера он коротает в барах, много выпивая. Последствия таких вечеров начали сказываться на работе, и Дональд Томпсон ушёл — или был снят — с поста лейтенанта и покинул полицию Спринвуда.
В одном из таких баров и находят его Ненси и Нил, когда решают, что настало время покончить с Крюгером. Ненси умоляет отца рассказать, где он захоронил останки Фредди после того, как толпа сожгла его. Дональд Томпсон упирается — он не понимает, почему дочь так одержима идеей о воскрешении Фредди во снах. Он отказывается раскрыть секрет, и Ненси, в расстроенных чувствах, уезжает в больницу к ребятам, а Нил силой заставляет мужчину признаться, где же спрятан скелет Крюгера.
Таким образом, Нил и Томпсон оказываются на старой автомобильной свалке. Дональд с трудом вспоминает место захоронения. И вот, когда Нил начинает копать могилу, скелет оживает. В попытки обезвредить живого мертвеца, Томпсон погибает, когда скелет отбрасывает мужчину в сторону, и длинный металлический шест пронзает грудь бывшего лейтенанта.
Многие поспорят с тем, что события комиксов от издательства Innovation Comics 1991 года можно считать каноническими. События серии из 6 выпусков происходят между событиями фильмов «Кошмар на улице Вязов 5: Дитя сна» и «Фредди мёртв: последний кошмар».
В них душа Дональда Томпсона томится в мире ночных кошмаров Фредди. Крюгер не позволяет Дональду умереть полностью и отойти в мир иной — душа мистера Томпсона не находит покоя, и под пытками он соглашается убить Ненси в мире прекрасных снов взамен на свою свободу.
Однако все попытки Крюгера победить Ненси оказываются провальными — Ненси стала настолько сильной, что как и Фредди, она почти всемогуща и неуязвима в мире снов: она прощает своего отца и использует силы, чтобы освободить его душу, позволяя предстать перед Божьим судом.

## Месть Фредди

### Рон Грейди
Первый друг Джесси после переезда в Спрингвуд. Родители наказали его и заперли в комнате. Джесси, чувствуя, что Фредди одолевает его, попросил друга присмотреть за ним. После того, как Фредди вновь вылез в наш мир из тела Джесси, Рон узнал судьбу Шнайдера — правда, Крюгер вспорол ему грудь.

### Тренер Шнайдер
Преподаватель физкультуры у мальчиков в школе Спрингвуда. Были замечены садистские наклонности. Ходили слухи, будто он постоянный посетитель местных гей-клубов. Неведомые силы выбросили в Шнайдера весь спортивный инвентарь, а затем две детские скакалки отволокли его в душ, где его ждал преобразившийся из Джесси Фредди. Маньяк пропорол физруку спину двумя размашистыми ударами, предварительно сорвав одежду и в назидание отхлестав полотенцем.

### Керри
Лучшая подруга Лизы. Находилась вместе с Джесси и Лизой в автобусе, исчезнувшем в неизвестности. Но перед этим Фредди проткнул насквозь своей перчаткой живот девушки.

## Воины сна
- Доктор Нил Гордон занимался лечением ребят в клинике Уэстен Хиллз. Проявлял интерес к Ненси. Именно к нему явился призрак монахини Мери-Хелены, рассказавшей, как победить Фредди. Как и для ребят, смерть Ненси стала для него настоящим потрясением.
- Джоуи Красел. Из-за психологической травмы юноша перестал говорить. Во время битвы с Фредди он закричал, и зеркала, в которые Фредди затаскивал Ненси и ребят, треснули. Тем самым, Джоуи спас друзей от смерти.
- Роланд Кинкейд. Воин — силач. Он очень негативно относился к действиям доктора Симс, и поэтому большую часть времени юноша проводил в карцере. Он очень силён, а во сне его сила преумножается во много раз.
- Филип Адамсон находился на лечении в Уэстен Хиллз. Ходил во сне. Он вырезал из бумаги и картона различных кукол. Фредди выдрал сухожилия из рук и ног мальчика и, управляя им как марионеткой, выкинул из окна.
- Дженнифер Колфилд находилась на лечении в Уэстен Хиллз. Мечтала стать актрисой. Имела проблемы с курением. Фредди убил её, воткнув голову в экран работающего телевизора.
- Уилл Стентон находился на лечении в Уэстен Хиллз. Воин — маг-волшебник. Был парализован ниже пояса. После неудачной попытки убийства Уилла гигантским инвалидным креслом, Фредди вспорол ему брюшную полость.
- Тэрин Уайт находилась на лечении в Уэстен Хиллз. Имела проблемы с наркотиками. Воин — грязная девчонка. Вместе с Ненси и друзьями пыталась противостоять Фредди. Маньяк заколол её шприцами, в которые преобразились его руки.
- Дональд Томпсон — отец Ненси. Помогая доктору Нилу Гордону найти останки Фредди, был убит скелетом маньяка: налетел на острый обломок автомобиля спиной.
- Ненси Томпсон — выжившая в первой битве, Ненси стала специалистом в области расстройств сна. Пыталась помочь ребятам, которых родители поместили в лечебницу Уэстен Хиллз в Спрингвуде. Стала предводителем войска сна. Погибла от рук Фредди (ножи в живот), думая, что перед ней её отец, мистер Томпсон.
- Другие жертвы: призрак монахини Мери-Хелены помогает доктору Гордону в борьбе с маньяком, но как она погибла в фильме, не сообщается.
- Кристин Паркер находилась на лечении в Уэстен Хиллз после попытки самоубийства.

## Повелитель сна
- Элис Джонсон — лучшая подруга Кристин. Именно ей перед своей смертью Кристин передала дар втягивать людей в свои сны.Став новым Хранителем снов в конце фильма сразилась с Фредди,и на некоторое время изгнала его обратно в Преисподнюю.
- Ден Джордан — звезда школьной футбольной команды. Друг Рика. После череды трагических смертей начинает проявлять интерес к Элис.
- Роланд Кинкейд — друг Кристен и Джоуи. Помогал им бороться с Фредди в «Воинах сна». Очень негативно относился к тому, что Кристин постоянно втягивала его в свои сны. Маньяк убил его сразу же, как воскрес на заброшенной свалке автомобилей. Фредди убрал дорогу чтобы он не сбежал и после этого воткнул когти.
- Джоуи Красел выжил в схватке с Фредди в третьей серии. Не верил уверениям Кристин о том, что Фредди возвращается. Маньяк воткнул когти в юношу и утопил в его собственной водяной кровати.
- Кристин Паркер стала последней девочкой с улицы Вязов, чьи родители расквитались с Фредди. Предчувствовала возвращение Фредди и пыталась предупредить об этом Джоуи и Кинкейда. Сгорела заживо в котельной Фредди.
- Шила Копеки — подруга Кристин, Элис и Дебби. Болела астмой. Мечтала стать врачом. Руководствовалась девизом «Сознание первично, материя — вторично». Погибла прямо во время урока от «удушающего поцелуя» Фредди. Всё выглядело как приступ астмы.
- Рик Джонсон — брат Элис, возлюбленный Кристин. Занимался восточными единоборствами. Погиб, сражаясь с Фредди — маньяк вонзил когти в юношу.
- Дебби Стивенс. Для неё важна её физическая подготовка. До конца не поверив в угрозу, исходящую от Фредди, погибла от его рук. Очень боялась насекомых, и поэтому Фредди превратил её в таракана, а затем раздавил в громадной ловушке для тараканов.

## Дитя сна
- Элис Джонсон. После того, как она стала свидетельницей гибели Дена, приходит в себя в больнице и узнаёт, что беременна. Крюгер пытается завладеть разумом её будущего сына Джейкоба и настраивает мальчика против Элис. Из-за Джейкоба, развивающегося внутри неё, Элис всё время впадает в состояние, противоположное лунатизму — она видит сны, бодрствуя. Каждое мгновенье жизнь девушки и её друзей находилась под угрозой.Из всех персонажей этой серии фильмов она-вероятно единственная,кто дважды противостоял Фредди,и дважды ей посчастливилось пережить битву с ним (правда в фильме "Дитя сна" она выжила лишь благодаря очень своевременной помощи своего ещё не родившегося сына Джейкоба,и вмешательству духа матери Фредди,Аманды Крюгер).
- Джейкоб Джонсон — сын Элис и Дена наконец появился на свет.
- Ивон — лучшая подруга Элис. Отличная пловчиха. Работает медсестрой в городской больнице. Не верила в существование Фредди до тех пор, пока маньяк не попытался убить её.
- Аманда Крюгер, мать Фредди. Хотя она умерла гораздо раньше того времени, когда описываются события, именно в этой серии Элис и мы узнаём, кем была мать Крюгера. Она работала медсестрой в больнице для умалишённых. Девушку случайно заперли в крыле, где находились опасные преступники. Она стала жертвой сексуального насилия — маньяки скрывали её сотню дней. После того, как её нашли, выяснилось, что девушка беременна. Она знала о том, что её сын станет страшным проклятьем на грешную Землю. Как сообщают газеты, она покончила жизнь самоубийством через повешение. Впервые появляется в третьей серии в образе сестры Мери-Хелены.
- Ден Джордан ведущий футболист штата. У него было всё для развития спортивной карьеры. Погиб, так и не узнав, что Элис ждёт ребёнка. Попал в автомобильную катастрофу, уснув за рулём. Во сне Фредди срастил его с мотоциклом.
- Гретта Гибсон обладала внешностью модели. Была влюблена в Дена Джордана. Задохнулась прямо во время званого ужина, на котором присутствовали известные фотографы, приглашённые её матерью. Во сне Фредди насильно накормил девушку её же внутренними органами.
- Марк Грей был влюблён в Гретту. Увлекался комиксами и отлично рисовал. Фредди превратил его в бумагу, а затем искромсал на куски.

## Фредди мёртв. Последний кошмар
- Мегги Берроуз работает в приюте. Неожиданно узнаёт, что является дочерью известного маньяка из города Спрингвуд. Не желая принимать опасные семейные узы, в очередной раз отправляет Крюгера в ад. И, как говорит заглавие, это был последний.
- Трейси жила в приюте вместе со Спенсером и Чарльзом. Стала жертвой сексуальных домогательств со стороны отчима. Помогала Мегги противостоять Крюгеру.
- Док — доктор в приюте,близкий товарищ и коллега Мегги. Это он рассказал девушке о таинственных Демонах Сна, подаривших её отцу новую жизнь вне реальности. Оказал неоценимую помощь в борьбе с Фредди.
- Миссис Крюгер, жена Фредди, мать Мегги была убита мужем (задолго до описываемых в шестой части событий) после того, как узнала, что он и есть тот ужасный маньяк, зверски убивший детей с улицы Вязов.
- Карлос. Были проблемы со слухом. Фредди сначала полностью лишил юношу слуха, затем забрал у него слуховой аппарат. Потом маньяк вернул его Карлосу, но это оказался новый аппарат, который намертво прилип к несчастному. У аппарата была сверхвысокая чувствительность к звукам. После издевательств Фредди создал доску и начал скрести её когтями, голова Карлоса лопнула.
- Спенсер — друг Трейси и Карлоса. Отец заставлял его быть как он. Но Спенсер не желал быть таким же как отец. Юноша курил траву и играл в игры и поплатился за это. Фредди превратил юношу в героя видеоигры, а затем в образе себя,как тоже героя видеоигры, победил его.
- Джон До — последний подросток Спрингвуда, ошибочно считавшийся сыном Фредди. Получил амнезию после очередной попытки маньяка убить юношу. Упал с огромной высоты на доску с кольями.
- Другие жертвы: как сообщают вступительные титры, Фредди извёл всех подростков города Спрингвуд. Также оказывается, что это Фредди убил своего отчима. В школе Спрингвуда мы видим в альбоме несколько фотографий детей, убитых Фредди — число жертв, в котором мы уверены, 6, но есть ещё и другие ребята.

## Новый Кошмар Уэса Крейвена
- Хизер Ленгенкамп — актриса, исполнительница роли Ненси. Она является неким сторожем, не пускающим Фредди в мир реальности. И поэтому маньяк охотится за ней и её сыном Диланом. Первой жертвой Фредди становится её муж — Чейз Портер. Героиня понимает, что границы между реальностью и вымыслом стёрты. Создатель Фредди, Уэс Крейвен говорит Хизер, что единственный способ остановить его — снять ещё один фильм. Хизер должна решить — сможет ли она сыграть роль Ненси в последний раз для того, чтобы спасти своего сына.
- Дилан Портер — сын Хизер. Ему первому Фредди явился в реальной жизни. Фредди похищает мальчика, и Хизер приходится отправиться за своим сыном в царство Фредди — она попадает в ад.
- Чак Уилсон — член съёмочной группы. Погиб во время работы над новым фильмом о Фредди.
- Терри Финштайн — член съёмочной группы. Вместе с Чаком работал над созданием нового фильма о Фредди, на съёмках которого и погиб.
- Чейз Портер — муж Хизер, исполнительницы роли Ненси Томпсон. Разбился в автомобильной аварии.
- Джули — няня Дилана. Погибла аналогично героине первой серии, Тине Грей, в запертой изнутри палате, в которой находился также и Дилан.

## Фредди против Джейсона
- Лори Кемпбел переехала вместе с отцом в дом № 1428, расположенный на улице Вязов. Её лучшие подруги — Киа и Гибб погибли от рук Джейсона Вурхиса. Влюблена в Уилла, но после неожиданного исчезновения мальчика испытывает сложности в общении с противоположным полом. В Лори был влюблён одноклассник Линдерман,в этом же фильме погибший от раны,полученной в схватке с Джейсоном Вурхизом,когда попытался защитить подружку Лори,Киа.
- Уилл Роллинс влюблён в Лори. Её отец, мистер Кемпбел — врач и очень влиятельный человек, отправил его и Марка в Уэстен Хиллз после того, как Уилл увидел мистера Кемпбелла, убивающего свою жену, мать Лори. Однако позже становится ясно, что убийца — Фредди.
- Бобби Дэвис — брат Марка был одним из последних, кого убил Фредди, перед тем как город забыл о маньяке. Вскоре после смерти брата Марка отправили в Уэстен Хиллс.
- Марк Дэвис. Вместе с Уиллом находился несколько лет в лечебнице Уэстен Хиллз. Его Фредди использовал для того, чтобы дать остальным понять, что он вернулся. Юноша узнал об опасности, исходящей от сновидений, после того как погиб его старший брат Бобби. Заживо сгорел на глазах у изумлённых Уилла и Лори.
- Гибб была одной из лучших подруг Лори. Убита во сне. Она перебрала на вечеринке и уснула. Фредди послал за ней её убитого парня Трейя тем самым, заманив в котельную. Но потом мачете проткнула ей грудь и она умерла. Фактически можно считать её жертвой Джейсона.

## Кошмар на улице Вязов(2010)
- Ненси Холбрук после смерти Дина и Крис начинает разбираться в их прошлом, узнаёт что Крюгер был садовником в детском саду, куда ходили герои и растлевал их, за что их родители сожгли Фредди заживо. В конце концов ей удаётся вытащить Крюгера в реальный мир и отрубить его голову, но потом Фредди возвращается и убивает её мать.
- Квентин Смит одноклассник Ненси, которому она нравится. Ранен Крюгером, но выжил.
- Дин Рассел друг Крис. Его преследует Крюгер, он рассказывает об этом Крис, но после этого Крюгер заставляет юношу покончить с собой.
- Крис Фоулс подруга Дина и Ненси, бывшая девушка Джесси. Фредди убивает её на глазах у Джесси.
- Джесси Браун бывший парень Крис. Его подозревают в смерти Крис и арестовывают. Крюгер убивает его в тюрьме.
- Гвен Холбрук мать Ненси. Вместе с остальными родителями участвовала в убийстве Крюгера. Убеждала Ненси и Квентина в том, что их сны — подавленные воспоминания из прошлого. Убита Крюгером в самом конце фильма: Фредди появляется в зеркале вместо отражения Гвен, пронзает её голову и утаскивает её внутрь зеркала.